# Jean-Baptiste Fossin
Jean-Baptiste Fossin (28 de junio de 1786 - 5 de octubre de 1848) fue un orfebre y joyero francés, que sucedió a los miembros de la familia Nitot al frente de la firma de joyería Chaumet, tras el final del imperio de Napoleón Bonaparte.

## Semblanza
La casa francesa de joyería de lujo Chaumet fue fundada en 1780 por Marie-Étienne Nitot en París. Nitot fue nombrado joyero del emperador Napoleón Bonaparte en 1802, y diseñó la corona y la espada imperial que se utilizaron en la ceremonia de su coronación. Después de la caída del emperador francés, Nitot y su hijo vendieron su negocio a su capataz, el maestro artesano John-Baptiste Fossin. Fossin y su hijo Jules se hicieron famosos por sus joyas románticas inspiradas en motivos del renacimiento italiano y de la naturaleza, como hojas de parra, frutas y espinos, y lograron establecer una clientela compuesta por miembros de la nobleza.
Fossin también fue responsable de la creación de la tiara Leuchtenberg de esmeraldas y diamantes, una pieza diseñada para la reina Hortensia, hija de Josefina de Beauharnais. Esta tiara de estilo romántico, que se podía convertir en broche y seis adornos para el pelo, pasó a formar parte de la colección de George, duque de Leuchtenberg. La tiara ejemplifica la capacidad de Fossin para combinar un diseño intrincado con su elegancia funcional.
En 1837, Jean-Baptiste Fossin y su hijo Jules crearon varias piezas importantes para el ajuar real de la boda del duque de Orleans. Su trabajo contribuyó a su creciente reputación entre la aristocracia francesa. Los diseños de Fossin, contribuyeron a la consecución de importantes encargos de artículos ceremoniales y joyas para la familia real francesa, incluidas piezas como la famosa tiara Leuchtenberg. Confeccionada con oro, plata, esmeraldas y diamantes, ejemplificaba el estilo romántico y la artesanía meticulosa que hicieron conocidos a los Fossin. La tiara también ejemplifica la versatilidad de sus diseños, ya que podía usarse como broche y como seis adornos para el cabello.
El hijo de Fossin, Jules, formó una sociedad con Jean-Valentin Morel para establecer un negocio de joyería en Londres. La hija del hijo de Morel, Prosper, se casó con Joseph Chaumet, quien heredó el negocio de joyería familiar en 1885.